# Dodi Lukébakio
Dodi Lukébakio Ngandoli (* 24. September 1997 in Asse) ist ein belgisch-kongolesischer Fußballspieler. Der Flügelspieler steht seit Sommer 2023 beim FC Sevilla unter Vertrag.

## Karriere

### Vereine
Lukébakio entstammt der Jugend der RSC Anderlecht. Dort spielte er in den Spielzeiten 2014/15 und 2015/16 unter anderem in der UEFA Youth League. In der Saison 2015/16 kam Lukébakio zudem zu 17 Einsätzen (3-mal in der Startelf) in der Profimannschaft in der Pro League, in denen er ein Tor erzielte.
Nachdem Lukébakio zum Beginn der Saison 2016/17 nicht für die ersten Ligaspiele berücksichtigt worden war, wechselte er Ende August 2017 bis zum Saisonende auf Leihbasis zum französischen Erstligisten FC Toulouse. Dort kam er in der Ligue-1-Spielzeit 2016/17 auf 5 Einwechslungen ohne eigenen Torerfolg sowie zu einer Einwechslung im Pokal.
Nach der erfolglosen Leihe nach Toulouse kehrte Lukébakio zur Saison 2017/18 nach Belgien zurück und wurde an Sporting Charleroi weiterverliehen. Dort kam er bis Ende Januar 18-mal (15-mal in der Startelf) in der Division 1A zum Einsatz und erzielte 3 Tore.
Ende Januar 2018 wechselte Lukébakio in die Premier League zum FC Watford. Er erhielt einen Vertrag mit einer Laufzeit bis zum 30. Juni 2022. Unter dem Cheftrainer Javi Gracia kam er bis zum Ende der Saison 2017/18 zu einer Einwechslung in die Premier League.
Zur Saison 2018/19 wechselte Lukébakio für ein Jahr auf Leihbasis zum Bundesliga-Aufsteiger Fortuna Düsseldorf. Unter Friedhelm Funkel kam er in 31 Bundesligaspielen zum Einsatz (22-mal in der Startelf) und erzielte 10 Tore, darunter einen Dreierpack beim 3:3-Unentschieden gegen den FC Bayern München am 12. Spieltag. Im DFB-Pokal erzielte Lukébakio in 3 Spielen 4 Tore.
Nach seiner Teilnahme an der U21-Europameisterschaft kehrte Lukébakio nicht mehr zum FC Watford zurück, sondern wechselte zur Saison 2019/20 innerhalb der Bundesliga zu Hertha BSC. In seinem ersten Jahr kam er auf 30 Ligaspiele, von denen er 24-mal in der Startelf stand und 7 Tore erzielte. In der Saison 2020/21 kam Lukébakio unter Bruno Labbadia und dessen Nachfolger Pál Dárdai 29-mal (21-mal von Beginn) in der Liga zum Einsatz und erzielte 5 Tore. Hertha befand sich im Abstiegskampf und konnte erst am 33. Spieltag den Klassenerhalt feiern.
Vor dem 4. Spieltag der Saison 2021/22 wechselte Lukébakio bis zum Saisonende auf Leihbasis zum Ligakonkurrenten und Champions-League-Teilnehmer VfL Wolfsburg. Die im Vertrag enthaltene Kaufoption wurde nicht gezogen. Somit kehrte er zur Saison 2022/23 nach Berlin zurück.
Ende August 2023 wechselte er nach Spanien zum Erstligisten FC Sevilla.

### Nationalmannschaft

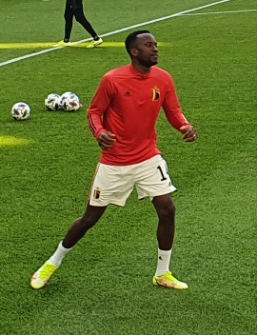
Lukébakio vor einem Nations-League-Spiel gegen Italien (2021)

Im Oktober 2016 bestritt Lukébakio ein Test-Länderspiel für die Nationalmannschaft der Demokratischen Republik Kongo gegen die Nationalmannschaft Kenias. 2017 debütierte er in der U21-Nationalmannschaft Belgiens, für die er seitdem zu 17 Einsätzen mit 4 Torerfolgen kam.
In der Qualifikation für die EM 2024 wurde er in fünf der acht Spiele eingesetzt, erzielte zwei Tore und qualifizierte sich mit den Roten Teufeln ungeschlagen für die EM-Endrunde, für die er am 28. Mai 2024 nominiert wurde.

### Ehrungen
- Bundesliga Rookie Award: Dezember 2018